# Krzysztof Labus
Krzysztof Mariusz Labus (ur. 31 października 1963 w Zabrzu) – polski geolog, profesor doktor habilitowany Politechniki Śląskiej.

## Życiorys
W 1987 ukończył studia na Wydziale Nauk o Ziemi Uniwersytetu Śląskiego, od 1989 związał się zawodowo z Politechniką Śląską. W 1998 na macierzystej uczelni obronił doktorat, w 2003 został stypendystą NATO. W 2008 habilitował się na Wydziale Górnictwa i Geologii Politechniki Śląskiej, a w 2019 uzyskał tytuł naukowy profesora nauk inżynieryjno-technicznych. Przedmiotem badań naukowych Krzysztofa Labusa jest hydrogeologia, hydrogeochemia i inżynieria złożona, prowadzi badania eksperymentalne i modelowanie geochemiczne procesów związanych z wydobyciem węglowodorów oraz podziemnym składowaniem gazów i energii. Kierował i koordynował 6 projektami krajowymi i 3 międzynarodowymi, był również realizatorem 3 projektów zagranicznych. Stypendysta IIASA, w latach 2000-2006 pełnił funkcję zastępcy dyrektora Instytutu Geologii Stosowanej. Autor kilkudziesięciu publikacji, w tym 6 książek (m.in. podręcznik akademicki Podstawy geologii strukturalnej i kartografii geologicznej).

## Członkostwo
- Przewodniczący Rady Naukowej Instytutu Nafty i Gazu – Państwowego Instytutu Badawczego w Krakowie;
- Członkiem senatu Politechniki Śląskiej;
- Wiceprzewodniczący Rady dyscypliny Inżynieria Środowiska, Górnictwo i Energetyka;
- Członek Komitetu Technicznego ds. Górnictwa Nafty i Gazu w Polskim Komitecie Normalizacyjnym;
- Członek Rady Naukowej Institutu čistých technologií těžby a užití energetických surovin w Ostrawie;
- Członek Komisji Dokumentacji Hydrogeologicznych przy Ministrze Środowiska.

## Odznaczenia
- Brązowy Krzyż Zasługi (2004)[4]
- Odznaka honorowa „Zasłużony dla polskiej geologii”.